# Osterbach (Gersprenz)
Der Osterbach, auch Ostern genannt, im Odenwald ist der etwa 7 km lange, südliche und orographisch rechte Quellbach der Gersprenz im südhessischen Odenwaldkreis. Er wird von manchen auch als ein Zufluss von ihr angesehen.

## Geografie

### Verlauf
Der Osterbach entspringt bei Fürth-Weschnitz am Nordhang des Kahlbergs (520,6 m ü. NN). Er fließt bei Reichelsheim-Bockenrod mit dem Mergbach zur Gersprenz zusammen.

### Zuflüsse
- Bach von der Dickhecke (rechts), 1,8 km
- Erzbach (rechts), 2,9 km
- Rohrbach (rechts), 4,0 km
- Irrbach (links), 2,1 km
- Formbach (rechts), 2,6 km

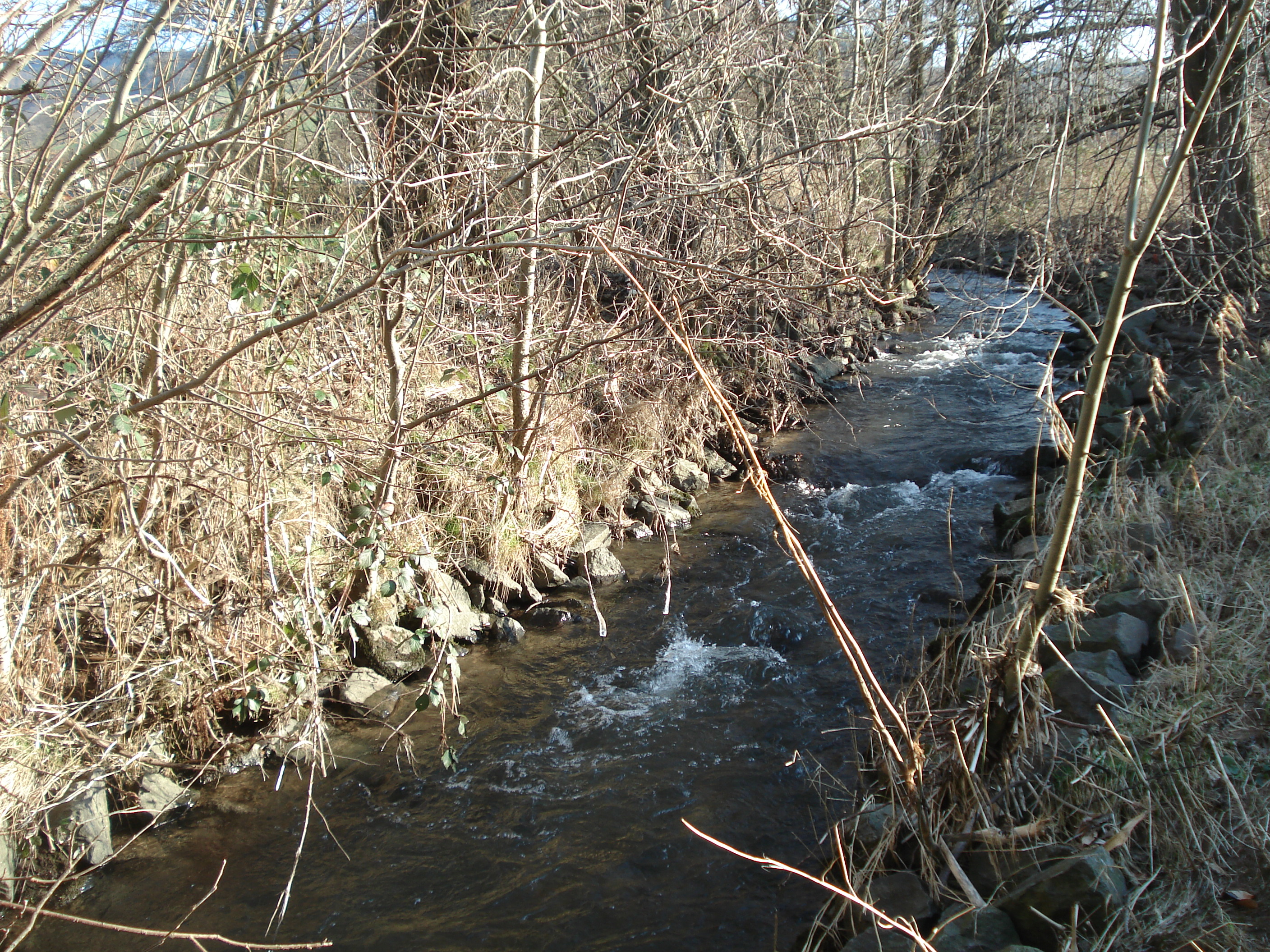
Der Osterbach kurz vor dem Zusammenfluss
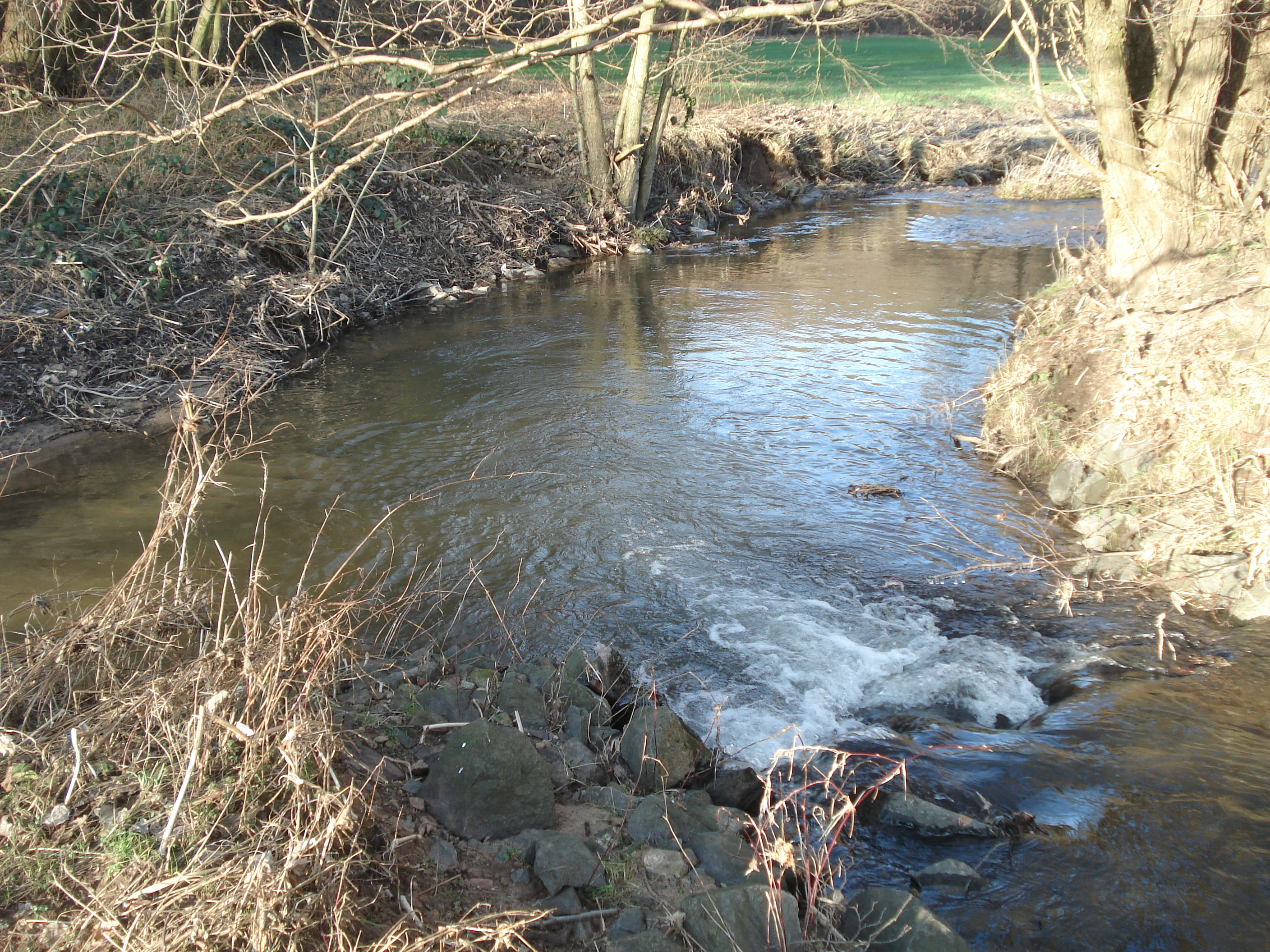
Der Osterbach (vorne rechts) vereinigt sich mit dem Mergbach (links) zur Gersprenz (hinten rechts)

### Flusssystem Gersprenz
- Fließgewässer im Flusssystem Gersprenz

### Ortschaften
- Fürth-Weschnitz
- Reichelsheim-Ober-Ostern
- Reichelsheim-Unter-Ostern
- Reichelsheim-Bockenrod

## Naturschutz
Der Verlauf des Osterbachs mit einigen Zuflüssen ist Teil des Natura2000-Schutzgebiets „Oberläufe der Gersprenz“ (FFH-Gebiet DE 6319-302).